# Bibliotheca Corvinniana

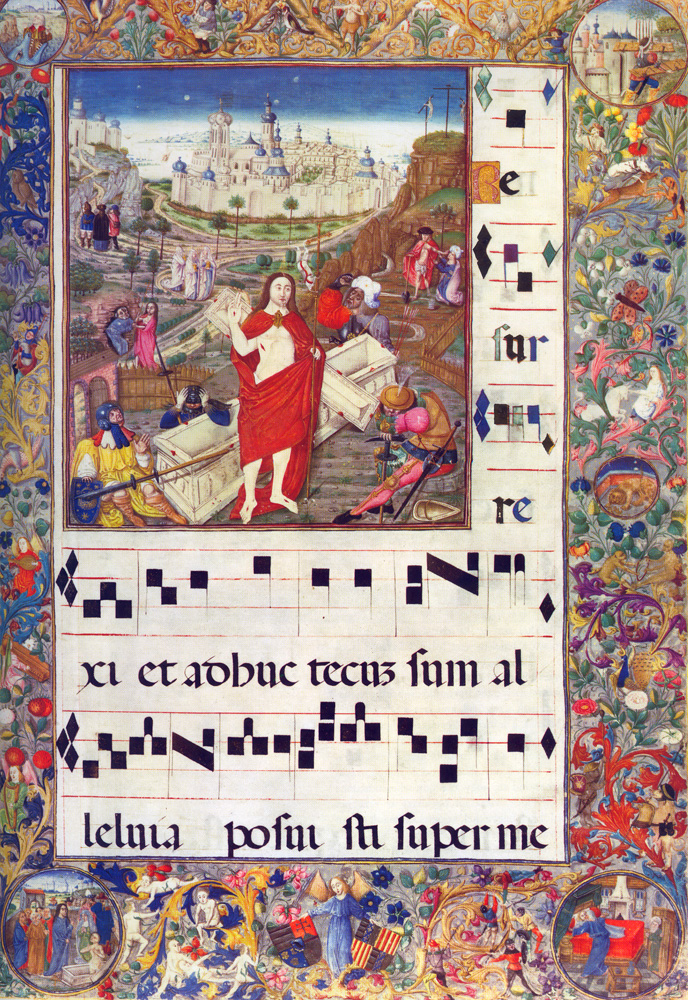
Còdex supervivent de la col·lecció de la Biblioteca Corvinniana

La Bibliotheca de Corvinniana va ser una de les majors biblioteques del Renaixement, fundada per Maties I d'Hongria, rei d'Hongria (1458 - 1490).
Maties I d'Hongria, un dels monarques més poderosos de l'època, va col·leccionar llibres des dels voltants de l'any 1460 Quan va morir, la biblioteca comptava amb prop de 3.000 còdexs - anomenats corvinæ de 4.000 a 5.000 obres, principalment dels clàssics grecs i llatins. Probablement va heretar la passió de col·leccionar llibres del bisbe d'Oradea János Vitéz, tutor i educador del rei. Va prendre a Beatriu d'Aragó com a esposa, la qual va aportar moltes obres des de Nàpols, que van incrementar encara més la col·lecció de la biblioteca.
La Bibliotheca Corvinniana es va convertir en la segona biblioteca d'Europa després de la del Vaticà en importància i quantitat de volums en la seva època. Aquesta biblioteca va ser extremadament important per als contemporanis i va servir com a model per a diversos altres prínceps, com Llorenç el Magnífic.
Els llibres van ser destruïts o es van dispersar gairebé íntegrament després de la invasió dels otomans a Hongria el 1526. La germana petita del rei Carles I d'Espanya, Maria d'Àustria (la vídua del rei Lluís II d'Hongria), es va emportar cap a Brussel·les llibres de la biblioteca hongaresa. Actualment es conserven uns 650 corvinæ, repartides per biblioteques hongareses (inclosa la Biblioteca Nacional Széchényi) i estrangeres.
La Biblioteca Nacional Széchényi està treballant per estudiar i reconstruir la Bibliotheca Corvinniana.